# 홍석중
홍석중(洪錫中, 1941년 ~)은 서울특별시에서 태어난 북한 작가이다. 소설가 홍명희의 손자이다.
석중은 제2차 세계 대전 이후 가족과 함께 북한으로 이주했다. 그는 조선인민군 해군에서 복무했으며 김일성종합대학에서 문학학위를 취득했다. 그의 첫 작품은 1970년 단편소설 『붉은 꽃송이』였다. 1979년 북한의 공식 문예단체인 조선문예동맹(현 조선문학예술총동맹) 중앙위원회에 가입했다.
1993년에 그는 그의 가장 성공적인 작품인 대하소설인 높새바람을 출판했다. 2002년에는 기녀 황진이가 인민의 굶주림을 발견하고 부패한 관료들과의 만남을 그린 16세기 역사소설 황진이를 출간했다. 황진이는 2005년 대한민국의 만해문학상을 수상했는데, 이는 북한 작가로서는 처음이다.

## 같이 보기
- 조선민주주의인민공화국의 문학